# Echipa națională de fotbal a Statelor Unite ale Americii
Echipa națională de fotbal a Statelor Unite ale Americii (United States men's national soccer team, abreviat USMNT) reprezintă Statele Unite ale Americii în competițiile fotbalistice internaționale inter-țări. Este controlată de Federația de Fotbal a Statelor Unite ale Americii și este membră a FIFA și CONCACAF. Echipa a participat la 11 Campionate Mondiale, inclusiv la prima ediție din 1930, unde a ajuns în semifinale și a obținut oficial locul trei, cel mai bun rezultat de la un turneu final dintre toate țările din afara UEFA și CONMEBOL în Campionatul Mondial. După ce a participat din nou în 1934 și 1950, SUA nu s-a calificat pentru un alt Campionat Mondial până în 1990. După ce a găzduit ediția din 1994, echipa s-a calificat pentru încă cinci Campionate Mondiale consecutive după 1994, devenind una dintre participantele obișnuite ale turneului și ajungând adesea în faza eliminatorie. SUA a ajuns în sferturile de finală ale ediției din 2002, cel mai bun turneu final al lor în era modernă.
Cea mai bună apariție a Statelor Unite ale Americii la un turneu senior masculin FIFA a venit în Cupa Confederațiilor FIFA 2009, unde au eliminat Spania în semifinale, înainte de a pierde în fața Braziliei în finală. Echipa nu a reușit să se califice la Cupa Mondială din 2018, încheindu-și seria de Campionate Mondiale consecutive la șapte. SUA vor co-găzdui Campionatul Mondial din 2026 împreună cu Canada și Mexic.
SUA concurează, de asemenea, la turnee continentale, incluzând CONCACAF Gold Cup și Copa América. SUA a câștigat șapte Cupe de Aur și a obținut o clasare pe locul patru în două Copa América, inclusiv în ediția 2016.

## Palmares
- Olimpiada de Vară*

Medalia de argint (1): 1904
Medalia de bronz (1): 1904
- Campionatul Mondial de Fotbal

Locul trei (1): 1930
- Cupa Regelui Fahd / Cupa Confederațiilor FIFA

Locul doi (1): 2009
Locul trei (2): 1992, 1999
- Campionatul CONCACAF / Cupa de Aur CONCACAF

Câștigători (4): 1991, 2002, 2005, 2007
Locul doi (4): 1989, 1993, 1998, 2009
Third Place (2): 1996, 2003
- Copa América

Locul patru (1): 1995
- Jocurile Panamericane

Medalia de aur (1): 1991
Medalia de bronz (2): 1959, 1999

## Performanțe
- Campionatul Mondial de Fotbal

| 1930        | Semifinale       | 3                | 3                | 2                | 0                | 1                | 7                | 6                |                  |                  |
| 1934        | Optimi           | 16               | 1                | 0                | 0                | 1                | 1                | 7                |                  |                  |
| 1938        | Nu s-a calificat | Nu s-a calificat | Nu s-a calificat | Nu s-a calificat | Nu s-a calificat | Nu s-a calificat | Nu s-a calificat | Nu s-a calificat | Nu s-a calificat | Nu s-a calificat |
| 1950        | Grupe            | 10               | 3                | 1                | 0                | 2                | 4                | 8                |                  |                  |
| 1954 - 1986 | Nu s-a calificat | Nu s-a calificat | Nu s-a calificat | Nu s-a calificat | Nu s-a calificat | Nu s-a calificat | Nu s-a calificat | Nu s-a calificat | Nu s-a calificat | Nu s-a calificat |
| 1990        | Grupe            | 23               | 3                | 0                | 0                | 3                | 2                | 8                |                  |                  |
| 1994        | Optimi           | 12               | 4                | 1                | 1                | 2                | 3                | 4                |                  |                  |
| 1998        | Grupe            | 32               | 3                | 0                | 0                | 3                | 1                | 5                |                  |                  |
| 2002        | Sferturi         | 8                | 5                | 2                | 1                | 2                | 7                | 7                |                  |                  |
| 2006        | Grupe            | 25               | 3                | 0                | 1                | 2                | 2                | 6                |                  |                  |
| 2010        | Optimi           | 12               | 4                | 1                | 2                | 1                | 5                | 5                |                  |                  |
| 2014        | Optimi           | 15               | 4                | 1                | 1                | 2                | 5                | 6                |                  |                  |
| 2018        | Nu s-a calificat | Nu s-a calificat | Nu s-a calificat | Nu s-a calificat | Nu s-a calificat | Nu s-a calificat | Nu s-a calificat | Nu s-a calificat | Nu s-a calificat | Nu s-a calificat |
| 2022        | Optimi           | 14               | 4                | 1                | 2                | 1                | 3                | 4                |                  |                  |
| Total       | 11/22            | Locul 3          | 37               | 9                | 8                | 20               | 40               | 66               |                  |                  |

## Rezultate
| Parcursul la Campionatul Mondial | Parcursul la Campionatul Mondial | Parcursul la Campionatul Mondial               | Parcursul la Campionatul Mondial |
| Anul                             | Runda                            | Scor                                           | Rezultat                         |
| -------------------------------- | -------------------------------- | ---------------------------------------------- | -------------------------------- |
| 1930                             | Grupe                            | Statele Unite ale Americii 3 – 0 Belgia        | Victorie                         |
| 1930                             | Grupe                            | Statele Unite ale Americii 3 – 0 Paraguay      | Victorie                         |
| 1930                             | Semifinala                       | Statele Unite ale Americii 1 – 6 Argentina     | Înfrângere                       |
| 1934                             | Optimi                           | Statele Unite ale Americii 1 – 7 Italia        | Înfrângere                       |
| 1950                             | Grupe                            | Statele Unite ale Americii 1 – 3 Spania        | Înfrângere                       |
| 1950                             | Grupe                            | Statele Unite ale Americii 1 – 0 Anglia        | Victorie                         |
| 1950                             | Grupe                            | Statele Unite ale Americii 2 – 5 Chile         | Înfrângere                       |
| 1990                             | Grupe                            | Statele Unite ale Americii 1 – 5 Cehoslovacia  | Înfrângere                       |
| 1990                             | Grupe                            | Statele Unite ale Americii 0 – 1 Italia        | Înfrângere                       |
| 1990                             | Grupe                            | Statele Unite ale Americii 1 – 2 Austria       | Înfrângere                       |
| 1994                             | Grupe                            | Statele Unite ale Americii 1 – 1 Elveția       | Egal                             |
| 1994                             | Grupe                            | Statele Unite ale Americii 2 – 1 Columbia      | Victorie                         |
| 1994                             | Faza Grupelor                    | Statele Unite ale Americii 0 – 1 România       | Înfrângere                       |
| 1994                             | Optimi                           | Statele Unite ale Americii 0 – 1 Brazilia      | Înfrângere                       |
| 1998                             | Grupe                            | Statele Unite ale Americii 0 – 2 Germania      | Înfrângere                       |
| 1998                             | Grupe                            | Statele Unite ale Americii 1 – 2 Iran          | Înfrângere                       |
| 1998                             | Grupe                            | Statele Unite ale Americii 0 – 1 Serbia        | Înfrângere                       |
| 2002                             | Grupe                            | Statele Unite ale Americii 3 – 2 Portugalia    | Victorie                         |
| 2002                             | Grupe                            | Statele Unite ale Americii 1 – 1 Coreea de Sud | Egal                             |
| 2002                             | Grupe                            | Statele Unite ale Americii 1 – 3 Polonia       | Înfrângere                       |
| 2002                             | Optimi                           | Statele Unite ale Americii 2 – 0 Mexic         | Victorie                         |
| 2002                             | Sferturi                         | Statele Unite ale Americii 0 – 1 Germania      | Înfrângere                       |
| 2006                             | Grupe                            | Statele Unite ale Americii 0 – 3 Cehia         | Înfrângere                       |
| 2006                             | Grupe                            | Statele Unite ale Americii 1 – 1 Italia        | Egal                             |
| 2006                             | Grupe                            | Statele Unite ale Americii 1 – 2 Ghana         | Înfrângere                       |
| 2010                             | Grupe                            | Statele Unite ale Americii 1 – 1 Anglia        | Egal                             |
| 2010                             | Grupe                            | Statele Unite ale Americii 2 – 2 Slovenia      | Egal                             |
| 2010                             | Grupe                            | Statele Unite ale Americii 1 – 0 Algeria       | Victorie                         |
| 2010                             | Optimi                           | Statele Unite ale Americii 1 – 2 Ghana         | Înfrângere                       |
| 2014                             | Grupe                            | Statele Unite ale Americii 2 – 1 Ghana         | Victorie                         |
| 2014                             | Grupe                            | Statele Unite ale Americii 2 – 2 Portugalia    | Egal                             |
| 2014                             | Grupe                            | Statele Unite ale Americii 0 – 1 Germania      | Înfrângere                       |
| 2014                             | Optimi                           | Statele Unite ale Americii 1 – 2 Belgia        | Înfrângere                       |
| 2022                             | Grupe                            | Statele Unite ale Americii 1 – 1 Țara Galilor  | Egal                             |
| 2022                             | Grupe                            | Statele Unite ale Americii 0 – 0 Anglia        | Egal                             |
| 2022                             | Grupe                            | Statele Unite ale Americii 1 – 0 Iran          | Victorie                         |
| 2022                             | Optimi                           | Statele Unite ale Americii 1 – 3 Țările de Jos | Înfrângere                       |

## Adversari
| Adversar      | Meciuri | Victorie | Egal | Înfrângere |              | Adversar | Meciuri | Victorie | Egal | Înfrângere |
| ------------- | ------- | -------- | ---- | ---------- | ------------ | -------- | ------- | -------- | ---- | ---------- |
| Anglia        | 3       | 1        | 2    | 0          | Germania     | 3        | 0       | 0        | 3    |            |
| Ghana         | 3       | 1        | 0    | 2          | Italia       | 3        | 0       | 1        | 2    |            |
| Belgia        | 2       | 1        | 0    | 1          | Cehia        | 2        | 0       | 0        | 2    |            |
| Iran          | 2       | 1        | 0    | 1          | Portugalia   | 2        | 1       | 1        | 0    |            |
| Algeria       | 1       | 1        | 0    | 0          | Argentina    | 1        | 0       | 0        | 1    |            |
| Austria       | 1       | 0        | 0    | 1          | Brazilia     | 1        | 0       | 0        | 1    |            |
| Chile         | 1       | 0        | 0    | 1          | Columbia     | 1        | 1       | 0        | 0    |            |
| Coreea de Sud | 1       | 0        | 1    | 0          | Elveția      | 1        | 0       | 1        | 0    |            |
| Serbia        | 1       | 0        | 0    | 1          | Mexic        | 1        | 1       | 0        | 0    |            |
| Paraguay      | 1       | 1        | 0    | 0          | Polonia      | 1        | 0       | 0        | 1    |            |
| România       | 1       | 0        | 0    | 1          | Slovenia     | 1        | 0       | 1        | 0    |            |
| Spania        | 1       | 0        | 0    | 1          | Țara Galilor | 1        | 0       | 1        | 0    |            |
| Țările de Jos | 1       | 0        | 0    | 1          |              |          |         |          |      |            |
| 13 echipe     | 19      | 6        | 3    | 10         | 12 echipe    | 18       | 3       | 5        | 10   |            |

## Lotul actual
Următorii 26 de jucători au fost convocați în echipa pentru Copa América 2024.
Actualiza la 27 iunie 2024, după meciul cu Panama.
| Nr. | Poz. | Jucător                     | Data nașterii (vârsta)         | Selecții | Goluri | Club                     |
| --- | ---- | --------------------------- | ------------------------------ | -------- | ------ | ------------------------ |
| 1   | P    | Matt Turner                 | 24 iunie 1994 (30 de ani)      | 43       | 0      | Nottingham Forest        |
| 18  | P    | Ethan Horvath               | 9 iunie 1995 (29 de ani)       | 10       | 0      | Cardiff City             |
| 25  | P    | Sean Johnson                | 31 mai 1989 (35 de ani)        | 13       | 0      | Toronto FC               |
|     |      |                             |                                |          |        |                          |
| 2   | F    | Cameron Carter-Vickers      | 31 decembrie 1997 (27 de ani)  | 18       | 0      | Celtic                   |
| 3   | F    | Chris Richards              | 28 martie 2000 (24 de ani)     | 20       | 1      | Crystal Palace           |
| 5   | F    | Antonee Robinson            | 8 august 1997 (27 de ani)      | 45       | 4      | Fulham                   |
| 12  | F    | Miles Robinson              | 14 martie 1997 (28 de ani)     | 29       | 3      | FC Cincinnati            |
| 13  | F    | Tim Ream                    | 5 octombrie 1987 (37 de ani)   | 60       | 1      | Fulham                   |
| 16  | F    | Shaq Moore                  | 2 noiembrie 1996 (28 de ani)   | 19       | 1      | Nashville SC             |
| 22  | F    | Joe Scally                  | 31 decembrie 2002 (22 de ani)  | 13       | 0      | Borussia Mönchengladbach |
| 23  | F    | Kristoffer Lund             | 14 mai 2002 (22 de ani)        | 3        | 0      | Palermo                  |
| 24  | F    | Mark McKenzie               | 25 februarie 1999 (26 de ani)  | 13       | 0      | Genk                     |
|     |      |                             |                                |          |        |                          |
| 4   | M    | Tyler Adams                 | 14 februarie 1999 (26 de ani)  | 41       | 2      | Bournemouth              |
| 6   | M    | Yunus Musah                 | 29 noiembrie 2002 (22 de ani)  | 38       | 0      | Milan                    |
| 7   | M    | Giovanni Reyna              | 13 noiembrie 2002 (22 de ani)  | 30       | 8      | Nottingham Forest        |
| 8   | M    | Weston McKennie             | 28 august 1998 (26 de ani)     | 55       | 11     | Juventus                 |
| 14  | M    | Luca de la Torre            | 23 mai 1998 (26 de ani)        | 22       | 0      | Celta Vigo               |
| 15  | M    | Johnny Cardoso              | 20 septembrie 2001 (23 de ani) | 15       | 0      | Real Betis               |
| 17  | M    | Malik Tillman               | 28 mai 2002 (22 de ani)        | 11       | 0      | PSV Eindhoven            |
|     |      |                             |                                |          |        |                          |
| 9   | A    | Ricardo Pepi                | 9 ianuarie 2003 (22 de ani)    | 27       | 10     | PSV Eindhoven            |
| 10  | A    | Christian Pulisic (căpitan) | 18 septembrie 1998 (26 de ani) | 70       | 30     | Milan                    |
| 11  | A    | Brenden Aaronson            | 22 octombrie 2000 (24 de ani)  | 42       | 8      | Leeds United             |
| 19  | A    | Haji Wright                 | 27 martie 1998 (26 de ani)     | 10       | 4      | Coventry City            |
| 20  | A    | Folarin Balogun             | 3 iulie 2001 (23 de ani)       | 14       | 5      | Monaco                   |
| 21  | A    | Timothy Weah                | 22 februarie 2000 (25 de ani)  | 41       | 6      | Juventus                 |
| 26  | A    | Josh Sargent                | 20 februarie 2000 (25 de ani)  | 24       | 5      | Norwich City             |

## Statistici jucători

### Cei mai selecționați
Statele Unite ale Americii este națiune cu cei mai mulți jucători care au atins 100 de selecții. Următorii jucători au 100 de selecții sau mai multe:
| Locul | Jucător          | Selecții | Goluri | Ani       |
| ----- | ---------------- | -------- | ------ | --------- |
| 1     | Cobi Jones       | 164      | 15     | 1992–2004 |
| 2     | Landon Donovan   | 157      | 57     | 2000-2014 |
| 3     | Michael Bradley  | 151      | 17     | 2006–2019 |
| 4     | Clint Dempsey    | 141      | 57     | 2004–2017 |
| 5     | Jeff Agoos       | 134      | 4      | 1988–2003 |
| 6     | Marcelo Balboa   | 127      | 13     | 1988-2000 |
| 7     | DaMarcus Beasley | 126      | 17     | 2001–2017 |
| 8     | Tim Howard       | 121      | 0      | 2002–2017 |
| 9     | Jozy Altidore    | 115      | 42     | 2007–2019 |
| 10    | Claudio Reyna    | 112      | 8      | 1994–2006 |

### Golgheteri
Cei mai buni marcatori din istorie:
| Locul | Jucător           | Selecții | Goluri | Ani          |
| ----- | ----------------- | -------- | ------ | ------------ |
| 1     | Clint Dempsey     | 141      | 57     | 2004–2017    |
| 1     | Landon Donovan    | 157      | 57     | 2000–2014    |
| 3     | Jozy Altidore     | 115      | 42     | 2007–2019    |
| 4     | Eric Wynalda      | 106      | 34     | 1990–2000    |
| 5     | Brian McBride     | 95       | 30     | 1993–2006    |
| 5     | Christian Pulisic | 71       | 30     | 2016–prezent |
| 7     | Joe-Max Moore     | 100      | 24     | 1992–2002    |
| 8     | Bruce Murray      | 85       | 21     | 1985–1993    |
| 9     | Eddie Johnson     | 63       | 19     | 2004–2014    |
| 10    | DaMarcus Beasley  | 126      | 17     | 2001–        |
| 10    | Earnie Stewart    | 101      | 17     | 1990–2004    |
| 10    | Michael Bradley   | 151      | 17     | 2006–2019    |

## Antrenori principali
| - Thomas Cahill (1916–1924) - George Burford (1924–1925) - Nat Agar (1925–1926) - George Burford (1928) - Robert Millar (1929–1933) - David Gould (1933–1934) - Bill Lloyd (1934–1937) - Fără antrenor între 1938–1946 - Andrew Brown (1947–1948) - Walter Giesler (1948–1949) - Bill Jeffrey (1949–1952) - John Wood (1952–1953) - Erno Schwarz (1953–1955) - George Meyer (1957) - Jim Reed (1959–1961) - John Herberger (1964) - George Meyer (1965) - Phil Woosnam (1968) - Gordon Jago (1969) - Bob Kehoe (1971–1972) - Max Wosniak (1973) | - Eugene Chyzowych (1973) - Gordon Bradley (1973) - Dettmar Cramer (1974) - Al Miller (1975) - Manny Schellscheidt (1975) - Walter Chyzowych (1976–1980) - Bob Gansler (1982) - Alkis Panagoulias (1983–1985) - Lothar Osiander (1986–1988) - Bob Gansler (1989–1991) - John Kowalski (1991) - Bora Milutinović (1991–1995) - Steve Sampson (1995–1998) - Bruce Arena (1998–2006) - Bob Bradley (2006–2011) - Jürgen Klinsmann (2011–2016) - Bruce Arena (2016–2017) - Dave Sarachan (2017–2018) - Gregg Berhalter (2018–2024) - Mauricio Pochettino (2024–) |